# Bovenau
Bovenau este o comună din landul Schleswig-Holstein, Germania.

## Istorie
Bovenau a fost menționat pentru prima dată în anul 1240 sub numele de Kirchdorf. Numele provine din limba germană de jos „boven de Au“, care înseamnă ceva în genul „deasupra pârâului”. În zona așezării au fost descoperite mai multe tumuli megalitice. În împrejurimi se află diverse proprietăți: Gut Dengelsberg, Gut Georgenthal, Gut Kluvensiek, Gut Osterrade, Gut Steinwehr.